# برونو سيماو
برونو سيماو (5 مايو 1985 بلشبونة في البرتغال - ) هو لاعب كرة قدم برتغالي في مركز الدفاع. شارك مع منتخب البرتغال تحت 19 سنة لكرة القدم ومنتخب البرتغال تحت 20 سنة لكرة القدم. أما مع النوادي، فقد لعب مع أتليتيكو كلوب دي برتغال ودينامو بوخارست وميلسامي أورهي ونادي أسترا جورجو ونادي خزر لنكران ونادي داسيا كيشيناو ونادي سلوفان براتيسلافا ويو تي أي أراد ويو دي ليريا ودوكسا كاتوكوبياس ‏ ونادي بايرنسيه وU.D. Oliveirense ‏ ونادي بورتيمونينسي وS.L. Benfica B ‏.

## وصلات خارجية
- برونو سيماو على موقع قاعدة بيانات كرة القدم.إي يو (الإنجليزية)
- برونو سيماو على موقع Soccerway.com (الإنجليزية)